# Leptodactylus camaquara
Espèce
Statut de conservation UICN

 DD  : Données insuffisantes
Leptodactylus camaquara est une espèce d'amphibiens de la famille des Leptodactylidae.

## Répartition
Cette espèce est endémique de l'État du Minas Gerais au Brésil. Elle se rencontre à environ 1 200 m d'altitude dans la Serra do Espinhaço,.

## Publication originale
- Sazima & Bokermann, 1978 : Cinco novas espécies de Leptodactylus do centro e sudeste brasileiro (Amphibia, Anura, Leptodactylidae). Revista Brasileira de Biologia, vol. 38, no 4, p. 899-912.